# Clinton (Utah)
Clinton és una població dels Estats Units a l'estat de Utah. Segons el cens del 2008 estimate tenia 19.855 habitants.

## Demografia
Segons el cens del 2000, Clinton tenia 12.585 habitants, 3.529 habitatges, i 3.137 famílies. La densitat de població era de 883,5 habitants per km².
Dels 3.529 habitatges en un 58,7% hi vivien nens de menys de 18 anys, en un 78,3% hi vivien parelles casades, en un 7,4% dones solteres, i en un 11,1% no eren unitats familiars. En el 8,6% dels habitatges hi vivien persones soles el 2,2% de les quals corresponia a persones de 65 anys o més que vivien soles. El nombre mitjà de persones vivint en cada habitatge era de 3,55 i el nombre mitjà de persones que vivien en cada família era de 3,76.
Per edats la població es repartia de la següent manera: un 37,8% tenia menys de 18 anys, un 11,7% entre 18 i 24, un 31,8% entre 25 i 44, un 14,8% de 45 a 60 i un 4% 65 anys o més.
L'edat mediana era de 25 anys. Per cada 100 dones de 18 o més anys hi havia 99,3 homes.
La renda mediana per habitatge era de 53.909 $ i la renda mediana per família de 55.282 $. Els homes tenien una renda mediana de 38.797 $ mentre que les dones 22.350 $. La renda per capita de la població era de 17.020 $. Entorn del 3% de les famílies i el 3,6% de la població estaven per davall del llindar de pobresa.

## Poblacions més properes
El següent diagrama mostra les poblacions més properes.